# Jörg Metelmann

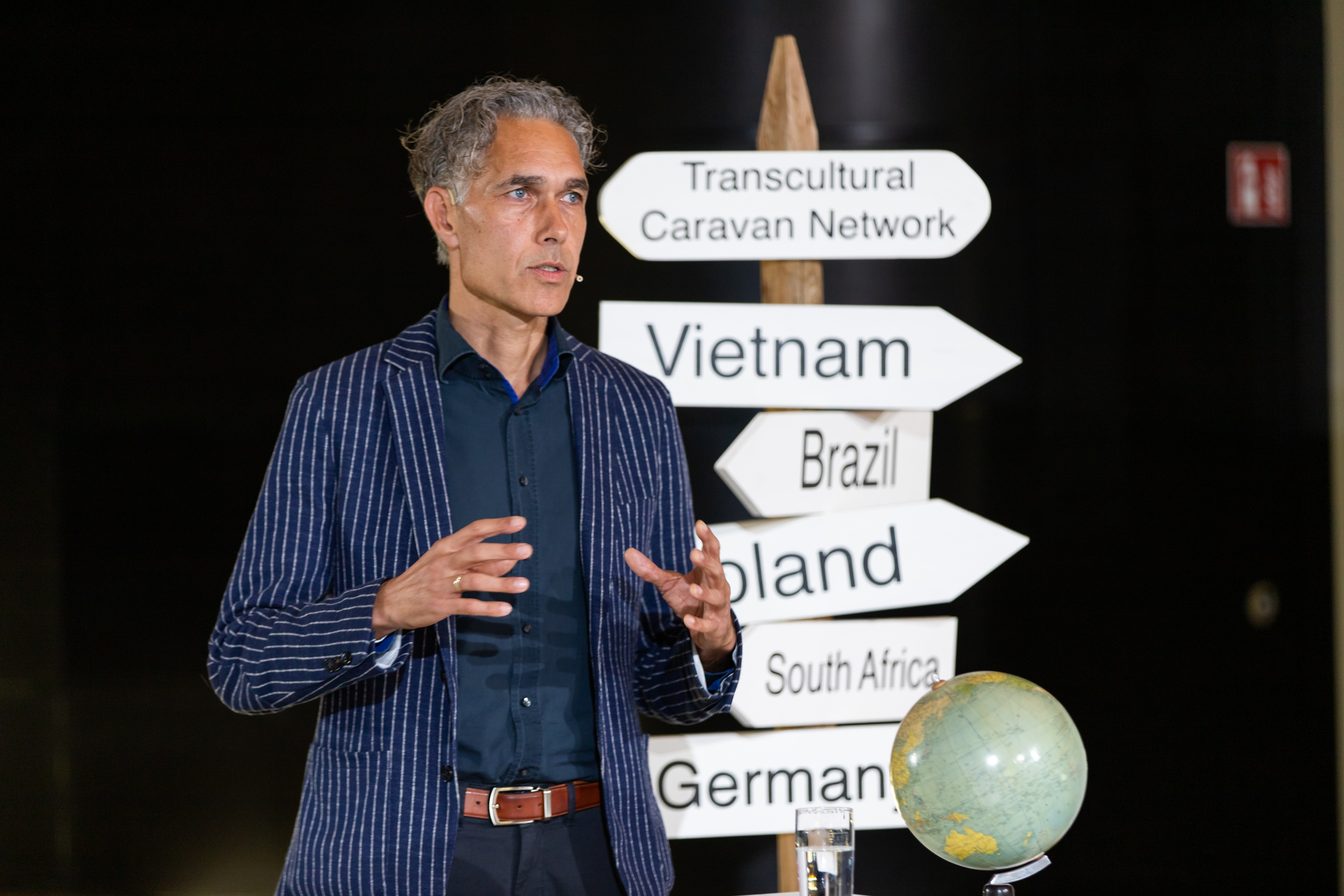
Jörg Metelmann

Jörg Metelmann (* 16. Juli 1970 in Kellinghusen) ist ein deutscher Kultur- und Medienwissenschaftler. Er ist Titularprofessor für Kultur- und Medienwissenschaft an der Universität St. Gallen.

## Leben

### Ausbildung
Jörg Metelmann studierte ab 1991 Neuere deutsche Literaturwissenschaft, Philosophie, Politikwissenschaft und Öffentliches Recht in Freiburg i.Br., Regensburg und an der Eberhard-Karls-Universität Tübingen. Dort wurde er nach dem Magister artium (1997) mit der ersten Monographie zum Filmwerk von Michael Haneke auch promoviert (2003). Von 1997 bis 1998 war er als Buchhändler in Hamburg tätig. Von 1998 bis 2003 arbeitete er als freier Radiojournalist in Hamburg und Berlin. Er habilitierte sich 2014 mit einer Arbeit zur Affektkartographie der Moderne an der Universität St. Gallen.

### Privates
Jörg Metelmann ist verheiratet und hat zwei Söhne.

### Akademischer Werdegang
Ab 2000 nahm Metelmann verschiedene Lehraufträge an den Universitäten Tübingen, Hamburg und Berlin wahr. Als Wissenschaftlicher Mitarbeiter forschte er 2003 bis 2005 im DFG-Projekt Medienreligion an der Humboldt-Universität zu Berlin zur biographischen Anverwandlung von Kinofilmen.
2007 kam er an die Universität St. Gallen. Dort entwickelte er am Center for Leadership and Values in Society die Grundlagen der Public-Value-Theorie und des Public-Value-Managements im Bereich Arbeitsverwaltung im Team von Timo Meynhardt weiter. Nach dem Forschungsprojekt Aesthetics of Irritation (2010–2012, mit Scott Loren) an der School of Humanities and Social Sciences fungierte er ebenda für zwei Jahre als Assistenzprofessor für Kultur- und Medienwissenschaft. Mit abgeschlossener Habilitation wurde Metelmann 2015 zum Ständigen Dozenten und Titularprofessor für Kultur- und Medienwissenschaft gewählt.
Von 2009 bis 2018 war Metelmann als Programmleiter Handlungskompetenz Mitglied der Leitung des Kontextstudiums der Universität St. Gallen. Im gleichen Zeitraum plante er zusammen mit Timon Beyes die interdisziplinären Haniel Seminars und die Haniel Summer School, zu denen namhafte internationale Forscherinnen und Künstler eingeladen werden konnten. Von 2015 bis 2020 war er zudem der Akademische Leiter des Coaching-Programms auf Assessment-Stufe.
Als Koordinator des Rektoratsprojekts Humanities’ Business (2013–2017) organisierte er die empirische Forschung zu Institutionen und Praktiken integrativer Wirtschaftsausbildung in Europa, die zum sogenannten European Carnegie Report mit dem Buchtitel Transformative Management Education. The Role of the Humanities and Social Sciences und dem Modell der Critical Management Literacy führte.

### Stipendien
- Studienstipendium der Bayerischen Hochbegabtenförderung (1991–1997)
- Promotionsstipendium der Stiftung Bildung und Wissenschaft im Stifterverband für die Deutsche Wissenschaft (1999–2001)
- Haniel Research Fellow am Department of Management, Politics and Philosophy (MPP) der Copenhagen Business School (2014)
- Visiting Professor (ESF Fellowship) am Dipartimento di Management der Università Ca’ Foscari Venedig (2019)

## Forschung

### Ressentimentalität
Ressentimentalität als Haltung, so die These der Habilitation Ressentimentalität. Die melodramatische Versuchung, gehört zur Moderne wie Fortschrittsglaube oder Wachstumsdrang. Das theoretische Versprechen seit der Amerikanischen (1776) und der Französischen Revolution (1789), dass in der neuzeitlichen Demokratie alle anders gleich sind, wird in der dynamischen gesellschaftlichen Praxis stetig auf die Probe und in Frage gestellt – manche sind gleicher als andere, Gruppeninteressen werden ausgegrenzt etc. Diese Spannung zwischen Besonderem (Partikularismus) und Allgemeinem (Universalismus) bearbeitet das Melodram emotional und beerbt so die Tragödie, die in einer säkularen Welt ihren tieferen Sinn verliert.

„Der Kern von Metelmanns modernetheoretischer Interpretation des Melodrams ist ein ‹Drei-Vektoren-Modell›, das eine spezifische narrative und ästhetische Struktur mit der Ressentimentalität als Kern des Modus verbindet: Das Melodram markiert die Kehrseite des aufklärerischen Universalismus, indem es gesellschaftliche Opfer und unverschuldetes individuelles Leiden repräsentiert und dramatisiert, an das Mitleid mit diesen appelliert, ihre Schwäche in eine moralische Stärke verwandelt, ohne dass sich jedoch eine politische Lösung für das Leiden bieten würde. Einerseits werden damit sozial Benachteiligte ‹demokratisch› repräsentiert, zugleich wird das Opfersein aber entpolitisiert und emotionalisiert: Der gesellschaftliche Rahmen, in dem und an dem der Einzelne leidet, bleibt unthematisiert und steht somit nicht zur Disposition. Im Melodram wird den Zukurzgekommenen eine Stimme und Überlegenheit gegeben, dies alles aber im Rahmen eines bürgerlichen medialen Komplexes. Insgesamt erweist sich das ‹melodramatische Feld› als treibende Kraft einer ‹gefühlsethischen Wende› in der Kultur der Moderne, die sich mittlerweile auch auf globaler Ebene als enorm anschlussfähig erweist.“

### Critical Management Literacy (CML)
Das CML-Modell bezieht sich auf eine Dekade der Diskussion über die Zukunft der Wirtschaftsausbildung. Im Nachgang zur Finanz- und Schuldenkrise 2007 waren auch die Business Schools in die Kritik und unter Legitimationsdruck geraten. Der Carnegie-Report Rethinking Undergraduate Business Education von 2011 hatte für ein Wiedererstarken der liberal education geworben. Dieser Appell wurde auch im europäischen Kontext intensiv aufgenommen und als Integration der Kultur- und Sozialwissenschaften in die Management-Ausbildung diskutiert.
Im Report Transformative Management Education und weiteren Publikationen entwickeln Ulrike Landfester und Jörg Metelmann ein Modell für eine holistische, post-disziplinäre Kultur der (Wirtschafts-)Bildung. Diese setzt gegen das dominante Nützlichkeitsdenken (utility function) den Wert von epistemischem Zweifel und prinzipieller Offenheit des Vernunftgebrauchs. Das Lernziel ist Critical Literacy analog zum Erwerb einer Sprache: das Wissen, Können und die Haltung, sich mündig und verantwortlich mit Texten, Modellen und sozialen Kontexten auseinandersetzen zu können. Kritisch heißt hierbei nicht Besserwisserei, sondern bedeutet im etymologischen Sinne die Fähigkeit des Unterscheidens, Sortierens und Bewertens. Es werden vier Literacies unterschieden: Conceptual Literacy, Cultural Literacy, Social Literacy und Interactional Literacy; im Hinblick auf die Lerntypen greifen Landfester und Metelmann auf Mezirows Trias von transmissivem, transaktionalem und transformativem Lernen zurück.

### Imagineering/Transformatik
Imagineering und Transformatik sind zwei komplementäre Begriffe. Skizziert Ersterer als Poetologie der Transformation einen Orientierungsrahmen für Wandel in acht Kriterien, so bezeichnet Transformatik als Methode der Praxisanalyse und Sozialchoreographie eine konkrete Verfahrensweise (Poetik). Mit dem Fokus auf die lebensweltliche Gestaltung steht Transformatik kritisch ergänzend zur zunehmenden Dominanz der Informatik und der algorithmischen Vernunft, die das Wirkliche in Codes von 0/1 ent-formen (in-formare). Besondere Aufmerksamkeit kommt dabei der Ästhetik, also Formen der Wahrnehmung, zu, da weder Wissen noch Moral allein den notwendigen Wandel initiieren zu können scheinen. Hierfür müssen vor allem Bildungskonzepte überarbeitet und stärker auf transformative literacy hin entwickelt werden. In einer konzeptuellen Weiterentwicklung sind neben die transformative Arbeit an Begriffen/Narrativen (Imagineering) und Praktiken (Transformatik) ethische und gestalterische Fragestellungen getreten (Vorbildungskraft).

## Schriften (Auswahl)

### Monographien
- Zur Kritik der Kino-Gewalt. Die Filme von Michael Haneke. Fink Verlag 2003.
- Mit Wilhelm Gräb, Jörg Herrmann, Kristin Merle, Christian Nottmeier: «Irgendwie fühl ich mich wie Frodo…!» Eine empirische Studie zum Phänomen der Medienreligion. Peter Lang 2006.
- Deutschlandbilder. Filmische Landeskunde von ALMANYA bis WOLFSBURG. Bertz & Fischer 2016.
- Ressentimentalität. Die melodramatische Versuchung. Schüren 2016.
- Mit Ulrike Landfester: Transformative Management Education. The Role of the Humanities and Social Sciences. Routledge 2019.

### Sammelbände
- Mit Leon Hempel: Bild – Raum – Kontrolle. Videoüberwachung als Zeichen gesellschaftlichen Wandels. Suhrkamp 2005.
- Mit Stefan Schwall: Bildungsbürgerrecht. Erziehung als soziales Unternehmen. Waxmann 2011.
- Mit Scott Loren: Melodrama After the Tears. New Perspectives on the Politics of Victimhood. Amsterdam University Press 2016.
- Mit Timon Beyes, Claus Pias: Nach der Revolution. Ein Brevier digitaler Kulturen. Edition Speersort 2017.
- Mit Timon Beyes: Der Kreativitätskomplex. Ein Vademecum der Gegenwartsgesellschaft. transcript 2018.
- Mit Harald Welzer: Imagineering. Wie Zukunft gemacht wird. Fischer 2020.